# Das Dreimäderlhaus (film, 1918)
Pour plus de détails, voir Fiche technique et Distribution.
Das Dreimäderlhaus (en français La Maison des trois jeunes filles) est un film allemand réalisé par Richard Oswald sorti en 1918.
Il s'agit d'une adaptation de l'opérette de Heinrich Berté sur un livret de Heinz Reichert et Alfred Maria Willner, présentée pour la première fois le 15 janvier 1916. La figure centrale de l'œuvre est le compositeur Franz Schubert.

## Synopsis
En 1826, à Vienne, le cercle d'amis du jeune compositeur Franz Schubert comprend le jeune baron Franz von Schober et le peintre Moritz von Schwind. L'artiste sans le sou et timide trouve un logement dans la maison du vitrier de la cour Christian Tschöll. Le domicile de Tschöll est généralement appelé « Maison des trois jeunes filles », car ses trois filles Hannerl, Heiderl et Hederl, qui sont en âge de se marier, y vivent également. Alors que deux des demoiselles sont déjà promises à des hommes prometteurs, l'effrontée Hannerl est toujours disponible. Elle tombe rapidement amoureuse de Schubert, artiste pauvre. Le jeune homme, cependant, n'est pas en bons termes avec le vieux Tschöll et n'a pas particulièrement de grands espoirs d'épouser l'une des filles de Tschöll, puisque le vieil homme avait récemment refusé son consentement à donner une de ses filles en mariage à son collègue musicien Groh.
Au moment où l'éditeur de musique Ciabelli présente au chanteur d'opéra de la cour Vogl les compositions de Schubert, il semble avoir un bel avenir devant lui. Il est extrêmement impressionné par le talent du compositeur prometteur encore largement méconnu. Hannerl Tschöll et Franz Schubert se retrouvent rapidement et apprennent à mieux se connaître lors de leur premier voyage ensemble. Afin d'être proche de son Franzl, Hannerl décide de prendre des cours de piano avec lui. Maintenant que Vogl interprète les mélodies de Schubert en public, plus rien ne s'oppose à la percée du compositeur. Deux malentendus orientent maintenant le baron Schober, qui, à sa demande, fait interpréter la petite chanson de Schubert J'aime le couper dans toutes les couennes qui fut spécialement composée pour Hannerl afin de la courtiser Hannerl et atteint son but. La fille Tschöll avait auparavant appris du danseur Grisi que "Franzl", comme le dit Grisi, avait eu certainement de nombreuses relations. Hannerl rejette Franz Schubert, mais Grisi parlait de Franz von Schober. Schubert est esseulé.
Cependant, Hannerl n'est pas exactement une âme loyale non plus. Le célèbre violoniste Nicolo Paganini est à Vienne pour un concert et impressionne Hanni au-delà de toute mesure avec son art. Hannerl s'enfuit avec l'Italien dans son pays d'origine. C'en est trop pour la nature délicate de Schubert, il tombe gravement malade. Il demande à revoir Hannerl. Ce n'est pas grave pour elle, puisque le volatil virtuose du violon italien l'a déjà laissée tomber. Quand Hannerl voit Schubert pour la dernière fois, il est déjà mourant. Elle s'effondre de douleur sur son cadavre. Ce n'est que maintenant qu'elle se rend compte qu'un stupide malentendu lui a volé l'amour de sa vie.

## Fiche technique
- Titre original : Das Dreimäderlhaus
- Réalisation : Richard Oswald
- Scénario : Richard Oswald
- Musique : Hans Schindler (de)
- Photographie : Max Faßbender
- Producteur : Richard Oswald
- Société de production : Richard-Oswald-Produktion
- Pays d'origine :  Allemagne
- Langue : allemand
- Format : Noir et blanc - 1,33:1 - 35 mm
- Genre : Drame
- Durée : 1 725 m (40 minutes)
- Dates de sortie :
  -  Allemagne : 22 septembre 1918.
  -  Danemark : 23 avril 1920.

## Distribution
- Julius Spielmann : Franz Schubert
- Sybille Binder : Hannerl Tschöll
- Käte Oswald (de) : Heiderl Tschöll
- Ruth Werner : Hederl Tschöll
- Conrad Veidt : Baron Franz von Schober
- Anita Berber : Grisi
- Bruno Eichgrün : Johann Michael Vogl
- Eyner Ingesson : Moritz von Schwind
- Raoul Lange : Nicolò Paganini
- Adolf Suchanek : Graf Scharntorff
- Max Gülstorff : Novotny

## Production
Le film est réalisé à Vienne.